# Giuramento

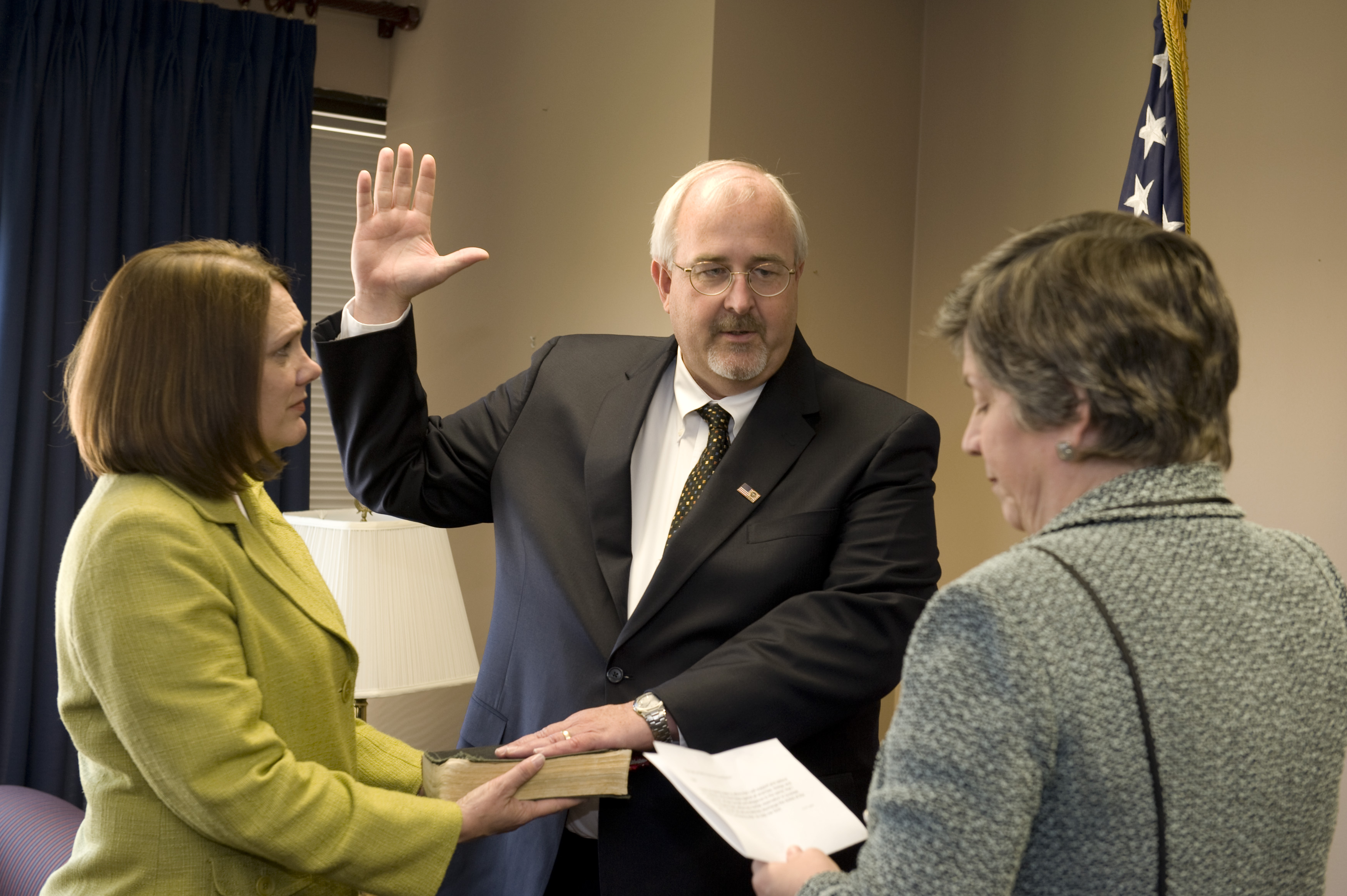
Un giuramento

Il giuramento è la promessa di adempiere a determinati obblighi o di mantenere certi comportamenti legati a qualcosa o a qualcuno che colui che presta giuramento considera sacro, solitamente un Dio; oppure una solenne dichiarazione, generalmente resa invocando come garante una divinità, riguardo alla veridicità della propria testimonianza. 

## Storia
Nell'antica Grecia per gli dei olimpici il giuramento era di fondamentale importanza. Consisteva nel recitare la formula solenne nelle acque dello Stige, fiume che scorre per nove volte attorno al regno dell'Ade. Qualora una divinità, dopo aver compiuto il rito, non avesse rispettato la sua promessa, infrangendo il giuramento, veniva esiliata dall'Olimpo. Per gli esseri umani, il giuramento solenne prevedeva la formula nelle acque dello Stige, in cielo e sulla Terra, in modo che queste potenze immortali potessero punire anche con la morte lo spergiuro.
Nel feudalesimo europeo, tutta la catena di rapporti gerarchici che coinvolgevano i diversi soggetti della società feudale (signori feudali, suzerain, vassalli, servi della gleba, contadini) era basata sul "giuramento di fedeltà". 
Conserva, al giorno d'oggi, in molte località africane, un'importante funzione di controllo e coesione sociale.

## Nei vari contesti

### Diritto
Il giuramento può anche essere utilizzato per affermare la verità delle affermazioni sostenute da chi presta giuramento. Nel diritto processuale civile, il giuramento è un mezzo di prova.
Permane, peraltro, anche la fattispecie del giuramento di fedeltà, stavolta riferita alle leggi di uno Stato: in Italia "il sindaco e il presidente della provincia prestano davanti al consiglio, nella seduta di insediamento, il giuramento di osservare lealmente la Costituzione italiana". La disposizione (prevista dall’art. 6 T.U.E.L. approvato con il d.lgs n. 267/2000) "presenta analogie, anche nella forma cerimoniale con quanto previsto dalla Costituzione per il Presidente della Repubblica (art. 91 Cost.)" e in generale per ogni pubblica funzione (art. 54 Cost.).

### Forze armate
Il giuramento militare è un atto solenne con il quale un militare afferma di agire con rispetto e devozione ai propri doveri ed alle istituzioni di uno Stato.

### Massoneria
Oggi in molte obbedienze, il giuramento è stato sostituito dalla «promessa solenne»,  ma secondo la tradizione per la Massoneria più ortodossa il Rituale rimane immutato e varia a seconda del Grado, legando il Fratello all'Istituzione sancendone diritti e doveri. Si pronuncia ponendo la mano destra sul libro sacro collocato sull'ara dei giuramenti.

## Giuramenti famosi
- Giuramento di Ippocrate
- Giuramento di Pontida
- Giuramento della Sala della Pallacorda
- Giuramento del presidente della Repubblica Italiana
- Giuramento di fedeltà al fascismo
- Giuramento al Führer
- Giuramento antimodernista
- Giuramento olimpico